# Nyírő István
Nyírő István (Tamási, 1945. június 27. –) magyar labdarúgó. Az 1968-69-es Vásárvárosok Kupája döntős Újpesti Dózsa játékosa, balfedezet, balhátvéd.

## Pályafutása

### Klubcsapatban
1964-ig a Láng Vasas játékosa volt. 1964 és 1969 között az Újpesti Dózsában szerepelt. Itt két bajnoki ezüstérmet szerzett a csapattal és tagja volt a VVK döntőben szereplő csapatnak. 1970 és 1973 között a Tatabányai Bányász labdarúgója volt. Innen szerződött az MTK-hoz, ahol 1976-ban MNK döntőt játszottak a Ferencvárossal, de kikaptak 1-0-ra. Ebben az idényben az FTC bajnok is lett, így az MTK-VM indulhatott a KEK-ben, ahol a negyeddöntőben estek ki a későbbi győztes, Hamburggal szemben. Összesen 104 bajnoki mérkőzésen szerepelt és 1 gólt szerzett.

### Válogatottban
1964-ben egy alkalommal szerepelt az ifjúsági válogatottban.

## Sikerei, díjai

### Játékosként
- Magyar bajnokság
  - 2.: 1967, 1968 (Újpesti Dózsa)
- Magyar kupa (MNK)
  - döntős: 1976 (MTK-VM)
- Kupagyőztesek Európa-kupája (KEK)
  - negyeddöntős: 1976–1977 (MTK-VM)
- Vásárvárosok kupája (VVK)
  - döntős: 1968–1969 (Újpest Dózsa)